# ヴィッカース中戦車 Mk.I
ヴィッカース中戦車 Mk.I（Vickers Medium Mark I）は、戦間期にヴィッカースによって作られたイギリスの戦車である。
ヴィッカース中戦車 Mk.Iの参謀本部制式番号は、「A2E1」である。

## 背景
第一次世界大戦後、イギリスは5個大隊のみを残して戦車部隊の大半を解隊した。それらはマーク V 戦車およびマーク C 中戦車を装備していた。戦後の数年間、イギリス政府は新型戦車開発のために多大な予算を投じたものの、これはMk.D 中戦車の開発失敗に全てが費やされた。それにより、政府の設計機関「戦車設計局」は1923年に閉鎖された。また戦車開発への直接的な公的関与はどれも終了させられた。代わって、民間企業であるヴィッカース社が、戦車開発において躍進した。
1897年、マキシム・ノルデンフェルト社（Maxim-Nordenfelt Guns and Ammunition Company）を買収し、1919年、メトロポリタン社を買収し、世界最大の兵器メーカーの1つとなったヴィッカース社は、ついに戦車製造に乗り出した。

## ヴィッカース歩兵戦車
1920年、歩兵部隊は軽歩兵戦車を要求する計画を立てた。
戦車設計局の戦車設計者であるフィリップ・ヘンリー・ジョンソン大佐は、Mk.D 中戦車から「軽歩兵戦車」を作り出した。
1921年、競争試作として、ヴィッカース社は3両の軽歩兵戦車を開発・生産する契約を結んだ。
この「ヴィッカース歩兵戦車」はイギリス初の軽戦車でもあった。
最初の試作車は1921年12月までに準備が整い、2番目の試作車は1922年7月に準備が整った。
王立装甲軍団（Royal Armoured Corps）第2大隊に研究施設（1928年に「MWEE」（機械戦実験施設）に改名）が設立され、送られた。
ヴィッカース社の設計はいまだに大戦時の形式を思わせるものだった。これは背が高く、菱形の形状を取り、軌道フレームに側面ハッチを設けていたが、いくつか改善点も示されている。全周旋回式の砲塔がつき、縦置き式渦巻ばねの緩衝装置が設けられていた。
一方でMk.C 中戦車はなお固定戦闘室であり、緩衝装置もなかった。ヴィッカース社の戦車は、Mk.C 中戦車よりもっと小型で、全高はちょうど7フィート(2.13 m)、車重はたった8.5ショートトン（7.71 t）だった。本車は、戦闘室と機関室の区画を分けて、機関室に収容された86馬力のエンジンの動力を、より先進的な油圧式ウィリアムス・ジェニー変速装置により変速して駆動した。これは限りなく多様な曲率での旋回を可能とした。
最初の試作車両（ヴィッカース歩兵戦車 No.1、後の登録番号 MWEE 7）は3挺（お椀型銃塔の円周に沿って120度の角度ごとに装備）+1挺（対空用、銃塔の天井に装備）のオチキス機関銃を備えた「雌型」バージョンである。2番目の試作車両（ヴィッカース歩兵戦車 No.2、後の登録番号 MWEE 15）は機関銃1挺を降ろし、そこに3ポンド（47 mm）砲を備えた「雄型」で、対空用に機関銃を砲塔後部天井に1挺備えていた。ヴィッカース歩兵戦車 No.1/No.2は、イギリスの戦車として初めて、全周旋回可能な銃砲塔を備えた戦車であった。このお椀型の銃砲塔は、鋳造一体成型ではなく、お椀型のフレームに叩いて曲面に加工した薄板を鋲接したものである。
本車は、前任の車両達よりも、はるかに近代的な戦車に見えた。砲塔、戦闘室前面、また車体前面には、全て強い曲面を備えていた。しかし進化した変速装置はまるで信頼性がないことが判明し、1922年晩冬に計画は破棄された。
ヴィッカース社は3番目の試作車を製造せず、代わりに18ポンド（84 mm）野砲用の運搬車を製造した。「18ポンド砲運搬車」（Vickers 18-pdr Transporter 1922）と名付けられたこの車両の開発は、シェフィールドで1922年3月に始まった。11月末に試作車がファーンボロに送られた。重量5 3/4トン。80 hpのウーズレーエンジン搭載。速度20 mph（32.2 km/h）。履帯に「No.9 リンクトラック」を採用。車体後面に下開きのランプがあり、車輪付きの火砲をそのまま搭載し、運搬することができた。この車両は「ヴィッカース歩兵戦車」とは何の共通点もなく、他のどの車両と比較しても革新的であった。失敗作の「ヴィッカース歩兵戦車」は忘れ去られ、ヴィッカース社は「18ポンド砲運搬車」のシャーシ（足回り）を流用して戦車を製造する命令を受けた。これが、「ヴィッカース軽戦車 Mk.I」となった。
※注：ヴィッカース軽戦車 Mk.Iの開発経緯は未だ判然とせず、定説をみない。18ポンド砲運搬車をヴィッカース軽戦車 Mk.Iの原型とする説は、数ある仮説の一つである。
シャーシ後方に（戦闘室を架設するのにうってつけなスペースである）荷台がある砲運搬車をベースとしたためか、ヴィッカース軽戦車 Mk.Iは、車体前方ほぼ中央にエンジン、車体後方に戦闘室がある、フロントエンジン・リアドライブ方式となった。
フランスと並ぶ戦車先進国であるイギリスの制式戦車にフロントエンジン方式が採用されたことは、当時のイギリスの影響力の大きさからして、（例えば、イギリスのインディペンデント重戦車が、各国の多砲塔戦車の開発に影響を与えたように、）1920年代から30年代にかけてのいくつかの国でのフロントエンジン方式の戦車の開発に影響を与えた（フロントエンジン方式の戦車の開発を促した）可能性がある。

## 構造
本車（Mk.I/IIともに）の製造は、ヴィッカース社とROFウーリッジ（Royal Ordnance Factory Woolwich、ウーリッジ王立造兵廠、ロイヤル・オードナンス）によって分担された。
1922年後半、試作車（プロトタイプ）が製造された。
また、この頃、試作車に参謀本部制式番号と車両登録番号制度が導入された。登録番号（WDナンバー）は車種を表す1文字のアルファベットとドットと2～3文字のアラビア数字で構成されていた。ROFウーリッジの戦車が「T.1～T.14」までの登録番号を付与されたため、ヴィッカースの最初の軟鋼製試作車は「T.15」とされた。Tの文字は、タンク、トラクター、トランスポーターを意味する。この古い制度は、その後も、新しい制度と並行して存在していた。新しい制度は、2文字のアルファベットと4桁のアラビア数字で構成されていた。例えば、T.7 の登録番号は「ME9923」であった。登録番号は車体の前面に書かれた。
1923年、「ヴィッカース軽戦車 Mk.I」の最初の試作車が、試験のためにボービントンに送られた。同年、量産が開始された。
1924年、ヴィッカース軽戦車 Mk.Iは「ヴィッカース中戦車 Mk.I」に分類が変更された。
1925年、改良型の「ヴィッカース中戦車 Mk.II」の製造が開始された。そのため、Mk.Iの製造期間は短かった。
より従来的になったとはいえ、一面では中戦車 Mk.Iの外見はやや近代的に見える。高い位置を通過する軌道の代わりに、通過個所は低められ、また5組のボギーによる緩衝装置がつけられた。各ボギーは2組の小型転輪を受け持つ。これらの車軸は非常に脆弱に作られていた。N・W・ダンカン少将は麾下の中戦車Mk.IからIIIに対し、「～絶え間なく迷惑をかける。車軸は継続的に壊れ、Mk.I戦車の行程は棄てられた車輪が散らばっていた。」と述べている。これは1931年に「箱型ボギー」に替えられることで解決された。緩衝装置の補修を易しくするために装甲覆いの防御は付けられなかった。車体側面の5か所に取り付けられたボギーケーシングには、それぞれ2個の長さの異なる縦置き式渦巻バネが装着された。普通、10組の転輪が配置され、その前後にテンション調整用の転輪1組がつけられていた。寸法に比して車重11.7 tは重くはないものの、接地圧は非常に高かった。
機関は航空機用から派生した空冷式90馬力アームストロング・シドレーエンジンだった。驚くことには、エンジンと変速装置は車体中に分散配置されていた。エンジンは操縦手の左側に、変速装置は車長の下、最終変速機は後部である。ダンカン少将の言及では「戦時の経験からみて信じがたい退行段階」としている。マーク B 中戦車とマーク VIII 戦車ではエンジンの騒音と熱が乗員に与える消耗を軽くするため、区画化が導入されている。しかし中戦車Mk.Iでは保守点検の容易さを考えることが優先された（一応板で区切られてはいる）。
（上）ヴィッカース中戦車の内部構造。前方右側に操縦席があり、その左側にエンジンが設置される。中央は車長が立つ台。後方右側が乗降扉で、その左側に燃料タンクが設置される。車体両側面にも乗降扉がある。
エンジンの駆動力は乾式多板クラッチから4速の変速装置に行く。シンクロメッシュはついておらず、大きな騒音なしでのギア間の変更は操縦手にとり試練だった。駆動軸は変速装置につながり、戦車後部のベベルボックスに行く。ここでは両側面の無限軌道のため、別個の遊星ギアに動力を分配する。もし車両が障害物や軟土のため急速に速度を落とすと、これらのギアには自動的に予備の緊急用回転力が与えられる。
ガソリンタンクは車体の最後部近くに設けられた。このため燃料系統を車体全体に走らさねばならず、エンジンに燃料を注ぐ第二タンクへの供給は重力を用いていた。エンジンの給脂と部分的な冷却はオイルで行われた。漏れは普通に起こり、元々の4ガロン容器は13.5ガロンのもの1つに置き換えられることとなった。この戦車は電動で始動したが、これはセルモーターが十分温まっている場合に限られ、最初の始動は車両の内部から手動で行われなければならなかった。最大速度は15マイル（24 km/h）、航続距離は190 kmほどである。
車体頂部には、円筒形状で上面両側に傾斜のついた砲塔が付いている。これは「Quick Firing」（「速射砲」の意）3ポンド（47 mm）砲を搭載する。この3ポンド（47 mm）戦車砲には、榴弾（HE）は用意されていなかった。榴弾による攻撃はCS（近接支援）型の役割であった。この問題は、後継である2ポンド（40 mm）戦車砲にも受け継がれる。また、オチキス機関銃用の4か所の球形銃架が設けられている。
砲塔上面両側の切り落とした傾斜は「ベベル」といい、砲塔天板から頭を出して周囲を視察する際に、斜め下方の視界を確保するための工夫であった。また、砲塔側面の垂直面の被弾面積を小さくする効果や、傾斜装甲としての効果や、手榴弾などの対戦車兵器を振り落とす効果も期待できた。しかし、砲塔内部容積が減ってしまうというデメリットもあった。あるいは、前作であるヴィッカース歩兵戦車で試みられた、お椀型砲塔を、簡易に直線的に近似的に再現する手法であったのかもしれない。
新しい特徴として、砲塔は、車長・砲手兼整備士・装填手兼機銃手の、3人乗りである。これにより、車長は装填手や砲手を兼任することで機能を阻害されることなく、戦場の状況を警戒し続けることに専念できた。これは戦闘で大きな優越性を与えたが、当時はさほど大きな注意を払われなかった。1934年にランツヴェルクにより製造された、Strv m/42の前身であるラーゴ中戦車を除き、ドイツのIII号戦車が現れるまでは、どのメーカーも3人乗り砲塔の戦車を作らなかった。この特徴の実際の重要性は、第二次世界大戦後期に両陣営の戦車設計が3人乗り砲塔へと速やかに切り替わるか、もしくは旧式化して放棄された事で示されている。
Mk.Iには、主砲右横の前方機銃としてのヴィッカース重機関銃は装備されていない。砲塔からは1挺の機銃を操作できるのみである。普通は機関銃が外せることから、個々の銃架の間で使いまわされた。
Mk.Iの車体形状は特徴的である。車体後部は単純な装甲化された箱状だった。前面装甲板は背が高く完全に垂直である。これらの間には、車体右側に設けられた操縦手用の装甲化されたフードがあり、ここから6枚の装甲板が左方へ扇状に広がる事で、かたわらに複雑な車体形状を作り出している。戦車全体は不格好なずんぐりした印象を与えている。5名の乗員（操縦手・車長・砲手兼整備士・装填手兼機銃手・車体機銃手）には6.25 mm装甲という貧弱な防御のみが与えられ、車体は鋲接である。軽機関銃からの脅威にかろうじて対抗できるが、多数のショットトラップのためにこの車両は対戦車ライフルの射撃にも対抗できず、また姿勢が高く目につきやすい。主要区画内に燃料タンクを置くような内部のレイアウトもこの脆弱性を悪化させている。

## 運用
中戦車 Mk.Iは数両のマーク V 戦車を代替した。本車は後継であるヴィッカース中戦車 Mk.IIと共に、王立戦車連隊に就役している。1938年に段階的に退役していき、総計200両を数える最初の車両となった。
中戦車 Mk.Iは1921年にシャール2Cの10両の量産が終わって以来、最初の量産となった。次に最多量産となったのは約30両のみが作られたルノー NC27だった。1920年代ではイギリスの中戦車が世界でも最多量産であった。これらの車両は砲撃の機会を得ず、実戦性能は推測するほかないが、第一次世界大戦後の10年間に存在する近代的な戦車の一つとして、こうした車両はイギリスに、実戦可能な部隊を用いる機械化された戦争について、新しいアイデアを試験するという貴重な機会を与えた。こうして得られた知見は第二次世界大戦中に価値を示した。

## 派生型

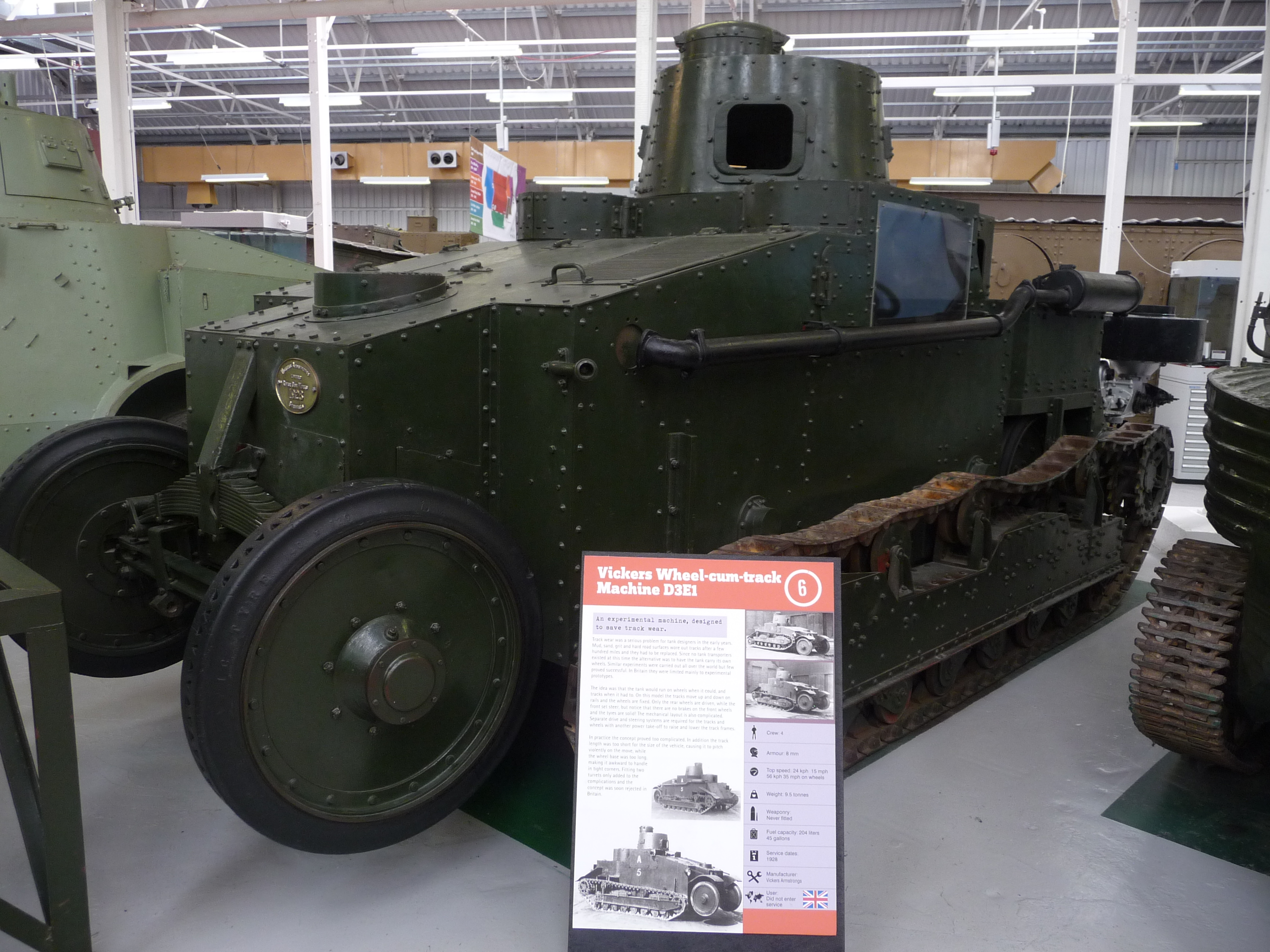

中戦車 Mk.I
最初の型式で、1924年以降、30両が生産された。
1両の中戦車 Mk.Iのエンジンが90馬力のリカードディーゼルエンジンに換装された事がある。
中戦車 Mk.IA
50両生産。垂直装甲面を8mm装甲とし、操縦手のフードを負傷につながる跳ね上げ式から二分割の横開き式に変更、対空射撃用に砲塔後面を傾斜面にして銃架を設け、砲手用の額当てと顎当てのパッドなどがやや改良されている。Mk.IAは外部からエンジン始動できた。80両すべての問題の多いボギー機構はより強靭なものに換装された。
中戦車 Mk.IA*
原型の砲塔を作り直し、オチキス製の銃架を撤去、主砲右横の前方機銃（注:砲塔前方機銃と同軸機銃はイコールではない）としてヴィッカース重機関銃を装備する改修を施した。重量増に対し、鉛のカウンターウェイトを砲塔後部につけ、「司教冠（Bishops's Mitre、ビショップス マイター）」と呼ばれる水平旋回可能なキューポラを頂部につけている。
中戦車 Mk.I CSおよび中戦車 Mk.IA CS
1ダースの車両が近接支援車両として作り直された。15ポンド迫撃砲（煙幕展張用）を装備。中戦車 Mk.I CSの参謀本部制式番号は「A2E2」である。
試験型転輪及び軌道中戦車 Mk.I
これは戦略的機動性を改善するため1926年にたてられた、転輪・兼・無限軌道の試験計画である。つまり本車は4個の大きなゴム付き転輪をジャッキとして車体を持ち上げるもので、転輪を限界まで下降させ、フロントの転輪1組は舵を切るために用いられた。後方の1組は駆動のために使われる。本車の見た目は「むしろ、極めて不適当なローラースケート上に座り込んだ家屋に似ている何か」となった。より実用的だったのはトラックにより牽引する事であった。この車両はまた、試験的に操縦手用のフードを装備していた。この装備は後に撤去された。
バーチガン
1920年代、ヴィッカース中戦車 Mk.I/IIのシャーシを基に、自走砲用に新規開発・製造されたシャーシに、対地/対空兼用の18ポンド砲を搭載した、試作自走砲。7輌製造。
Mk.C
バーチガンのシャーシと足回りの設計は、続いて開発されたビッカースC型中戦車の基になった。

## 残存車両
ヴィッカース中戦車 Mk.Iは南アフリカ共和国のブルームフォンテーンにある特別任務大隊博物館に1両が残っている
。